# Песчаное (озеро, Алтайский край)
Песчаное — озеро в Бурлинском районе Алтайского края, недалеко от границы с Новосибирской областью в системе реки Бурла.
Расположено на высоте 114 м над уровнем моря. Площадь водного зеркала составляетт 26,1 км², длина около 8 км, ширина около 4 км. Котловина озера имеет пологие формы. Берега озера обрывистые высотой 3-4 м. Дно озера песчаное. Общая площадь водосбора достигает 7660 км².